# 芭本·恩格尔-达蒙
芭本·恩格尔-达蒙（挪威語：Babben Enger-Damon，1939年9月19日—），挪威女子越野滑雪运动员。她曾代表挪威参加1964年和1968年冬季奥林匹克运动会越野滑雪比赛，获得一枚金牌。